# Золотов Костянтин Юрійович
Костянтин Юрійович Зо́лотов (нар. 29 вересня 1963, Київ) — український художник і педагог; член Спілки художників України з 1993 року.

## Біографія
Народився 29 вересня 1963 року в місті Києві (нині Україна). Син художника Юрія Золотова. 1990 року закінчив Київський художній інститут, де навчався у Сергія Подерв'янського, Василя Чебаника.
З 1988 року співпрацював із видавництвом «Веселка». З 1997 року викладає у Державній художній середній школі імені Тараса Шевченка в Києві. Мешкає у Києві в будинку на вулиці Парково-Сирецькій, № 12А.

## Творчість
Працює у галузях станкової та книжкової графіки, станкового живопису у реалістичному стилі. Серед робіт:
- графіка: ілюстрації до збірки «Їжакова книжка» (Київ, 1990) Миколи Сингаївського, поеми «Чорнобильська мадонна» (Київ, 1993) Івана Драча;
- живопис: «Пегас» (2005), «Свято» (2006), «Вечір» (2008).

Бере участь у всеукраїнських мистецьких виставках з 1990 року.